# Doto ensifer
Doto ensifer is een slakkensoort uit de familie van de Dotidae. De wetenschappelijke naam van de soort is voor het eerst geldig gepubliceerd in 1859 door Mörch.